# Dialektyka materialistyczna
Dialektyka materialistyczna – w filozofii marksistowsko-leninowskiej nauka o powszechnych prawach ruchu i rozwoju przyrody, społeczeństwa i myślenia.

## Zasadnicza przeciwstawność dialektyki i metafizyki
Dialektyka rozpatruje rzeczy, ich właściwości i stosunki, jak również ich odbicia w umyśle, pojęcia, we wzajemnym związku, w ruchu: w powstawaniu, w pełnym sprzeczności rozwoju i zanikaniu. Dialektyka wyrosła i rozwija się w opozycji do metafizyki, nadając jednocześnie temu terminowi swoiste, metodologiczne, znaczenie. Marks i Engels nazywali metafizyką nie dział filozofii i nie spekulatywne poznanie, lecz metodę badania i myślenia. W marksizmie-leninizmie jako metafizykę określano  nienaukową metodę badania zjawisk otaczającego nas świata polegającej na traktowaniu ich jako odosobnionych, wzajemnie od siebie odizolowanych i niezmiennych. Dialektyka była w zamierzeniu jej przedstawicieli przeciwstawnym podejściem poznawczym, opartym na nauce.

## Dialektyka materialistyczna a materializm dialektyczny
Jak wskazywali filozofowie marksistowscy, materialistyczna dialektyka i materializm filozoficzny są nierozdzielnie ze sobą związane i przenikają się wzajemnie, jako dwie strony marksizmu, wskutek czego samo rozgraniczenie między materializmem i dialektyką ma przede wszystkim sens historyczno-filozoficzny. Jedność materializmu i dialektyki odzwierciedlona była również w samej nazwie – „materializm dialektyczny”. Konkretyzacją materializmu dialektycznego w zastosowaniu do rozwoju społeczeństwa jest materializm historyczny. W pracy Anty-Dühring Engels zajął się wyjaśnieniem dialektycznego charakteru materializmu marksistowskiego, podkreślając jego zasadniczą odmienność od poprzedzającego go materializmu metafizycznego. W filozofii przedmarksistowskiej materializm miał być związany z metafizycznym sposobem myślenia, a dialektyka rozwijana była głównie przez idealistów. Jedynie u niektórych materialistów można było zaobserwować elementy myślenia dialektycznego.
Propaganda radziecka głosiła, że do chwili powstania marksizmu nie było naukowej dialektyki, naukowej dialektycznej metody badania przyrody i społeczeństwa, metody uogólniającej historię nauki i praktyki. Zdaniem marksistów-leninistów dialektyka Karola Marksa i Fryderyka Engelsa opierała się na mocnym fundamencie odkryć przyrodniczych, zwłaszcza trzech wielkich odkryć XIX wieku – na teorii komórkowej, prawie zachowania i przemiany energii oraz na darwinizmie.